# Путассу
Путассу́ (лат. Micromesistius) — род рыб семейства тресковых. У них удлинённое, низкое тело. Спинка голубовато-серого или зеленоватого цвета, бока серебристые, брюхо белое. Между тремя спинными плавниками широкие промежутки. Первый из двух анальных плавников очень длинный. Рот полуверхний или конечный, нижняя челюсть выступает вперед; зубы мелкие. Усик на подбородке отсутствует. Максимальная зарегистрированная длина 90 см. Южные путассу в целом крупнее северных.
Эти пелагические рыбы распространены в северной и юго-западной частях Атлантического океана, в юго-восточной и юго-западной частях Тихого океана, в тропиках не попадаются. Держатся над глубинами. Питаются планктоном. В свою очередь служат кормовой базой трески, пикши и морских млекопитающих, таких как гринды и дельфины.
Название рода происходит от слов  μικρός — «маленький», др.-греч. μέσος — «средний» и др.-греч. ιστίων — «парус».
Оба вида путассу являются объектом целевого промысла. По вкусу их мясо напоминает мерлузу. Печень, содержащая около 50 % жира, служит сырьём для изготовления медицинского рыбьего жира.
В составе рода выделяют два вида:
- Micromesistius poutassou Risso, 1827 — Северная путассу
- Micromesistius australis Norman, 1937 — Южная путассу